# U-249
U-249 — средняя немецкая подводная лодка типа VIIC времён Второй мировой войны.

## История
Заказ на постройку субмарины был отдан 5 июня 1941 года. Лодка была заложена 23 января 1943 года на верфи «Германиаверфт» в Киле под строительным номером 683, спущена на воду 23 октября 1943 года. Лодка вошла в строй 20 ноября 1943 года под командованием оберлейтенанта Рольфа Линдшау.

### Командиры
- 20 ноября 1943 года — 16 июля 1944 года оберлейтенант цур зее Рольф Линдшау.
- 17 июля 1944 года — 8 мая 1945 года оберлейтенант цур зее Уве Кок

### Флотилии
- 20 ноября 1943 года — 1 января 1945 года — 5-я флотилия (учебная)
- 1 января 1945 года — 8 мая 1945 года — 5-я флотилия

### История службы
Лодка совершила 2 боевых похода. Успехов не достигла. 9 мая 1945 года лодка всплыла под чёрным флагом капитуляции и просигналила о сдаче американскому «Либерейтору», прибыла в Портленд. Переведена в Лох-Риэн, Шотландия, использовалась британскими ВМС как опытовая лодка под обозначением N 86.
Потоплена в ходе операции «Дэдлайт» 13 декабря 1945 года в районе с координатами 56°10′ с. ш. 10°05′ з. д..

### Атаки на лодку
- 24 марта 1945 года зенитчики U-249 сбили атаковавший лодку британский самолёт «Москито» и взяли в плен его пилота — лейтенанта Уильямса. Затем лодка зашла в Берген, чтобы высадить раненных членов экипажа и пленного.

Эта лодка была оснащена шноркелем.